# Visočinski okraj
Visočinski okraj (češko Kraj Vysočina) je administrativna enota (okraj) Češke republike. Leži v osrednjem delu države in meji od zahoda v smeri urinega kazalca na Južnočeški okraj, Osrednječeški okraj‎, Pardubiški okraj in Južnomoravski okraj. Glavno mesto je Jihlava, do leta 2001 se je po njem imenoval Jihlavský kraj, nato pa do leta 2011 samo Vysočina. Skupaj z Južnomoravskim okrajem tvori statistično regijo Jugovzhodna Češka.
Zavzema češko-moravsko hribovje na meji med zgodovinskima deželama Češko in Moravsko. Poseljenost je razmeroma redka in regija je gospodarsko manj razvita od okoliških. Glavna gospodarska dejavnost je kmetijstvo, pri čemer pa neravno površje ne omogoča intenzivnejše pridelave. Prevladujeta gojenje krompirja in živinoreja. Širše je okraj znan po zgodovinskih spomenikih, trije so na seznamu krajev Unescove svetovne dediščine: zgodovinsko jedro Telča, cerkev sv. Janeza Nepomuka v Zeleni Hori in judovska četrt ter bazilika sv. Prokopa v Třebíču.

## Upravna delitev
Visočinski okraj se nadalje deli na pet okrožij (okres).
| Okrožje               | Prebivalcev (1. 1. 2020) | Površina [km²] | Gostota preb. [/km²] | Št. občin |
| --------------------- | ------------------------ | -------------- | -------------------- | --------- |
| Havlíčkův Brod (HB)   | 94.915                   | 1265           | 75                   | 120       |
| Jihlava (JI)          | 113.628                  | 1199           | 95                   | 123       |
| Pelhřimov (PE)        | 72.302                   | 1290           | 56                   | 120       |
| Třebíč (TR)           | 110.810                  | 1463           | 76                   | 167       |
| Žďár nad Sázavou (ZR) | 118.158                  | 1579           | 75                   | 174       |
| Skupaj                | 509.813                  |                |                      |           |